# 林時對
林時對（1615年—1705年），字殿颺，號繭菴，浙江寧波府鄞縣人。明末政治人物。

## 生平
崇禎十二年（1639年）己卯科浙江鄉試舉人，崇禎十三年（1640年）聯捷庚辰科進士，授行人司行人，乞假歸。
魯王監國，召為兵科给事中，累迁至右副都御史。時总兵王之仁請塞東錢湖，力持不可。馬、阮在方國安軍中，疏請誅之，諸鎮積怒，國安糾為東林遗孽，遂歸。
明亡後，杜門不出，以著述自娛，有《詩史》、《荷揷叢談》。年踰八十，同輩凋落殆盡，悒悒無可与語，乃令從人舁肩輿行坊巷中，一日至湖上聖功寺側，有歌伶演劇，駐輿聽之，目已花不辨場上所演何曲，但見冕旒踉跄而前者，問曰：「誰也？」或曰：「此流賊破京師也。」即狂號自投輿下，暈絶良久，觀者大裓，伶人为之罷劇，時去甲申已四十年矣。及卒，遗命柳棺布衣，不许以状請志墓之文，得年九十一。

## 家族
兄林時躍。